# Imperial Brands
Imperial Brands (antigamente Imperial Tobacco) é uma multinacional britânica que atua no setor de cigarros.
É a quarta maior empresa internacional de cigarros do mundo, medida em participação de mercado, depois da Philip Morris International, da British American Tobacco e da Japan Tobacco, e o maior produtor mundial de tabaco de corte fino  e papéis de tabaco.
A Imperial Brands possui 30 fábricas em todo o mundo e seus produtos são vendidos em cerca de 120 países. Suas marcas incluem Davidoff, West, Golden Virginia, Drum e Rizla.

Comprou em 2007 a multinacional hispano-francesa Altadis por 16,2 bilhões de euros.